# Circoscrizione Piemonte (Senato della Repubblica)
La circoscrizione Piemonte è una circoscrizione elettorale italiana per l'elezione del Senato della Repubblica.

## Storia
La circoscrizione elettorale venne istituita, con altre 19, per le prime elezioni del Senato della Repubblica, tramite Legge del 6 febbraio 1948, n. 29 in ottemperanza alla Costituzione della Repubblica Italiana che prescrive, all'art. 57, che «il Senato della Repubblica è eletto a base regionale». Fu suddivisa in 17 collegi di lista, in base al D.P.R. del 6 febbraio 1948, n. 30.
In rispetto del suddetto articolo, la circoscrizione venne riconfermata in seguito in tutte le leggi elettorali inerenti al Senato della Repubblica.
La Legge 4 agosto 1993, n. 276 modificò il territorio suddividendolo in 17 collegi uninominali, in base al D.Lgs. del 20 dicembre 1993 n. 535. I suddetti collegi vennero aboliti dalla Legge del 21 dicembre 2005, n. 270.
L'attuale Legge 3 novembre 2017, n. 165, ha ricreato nel territorio della circoscrizione collegi uninominali e collegi plurinominali che devono essere determinati dal governo tramite decreto legislativo.

## Territorio
Il territorio della circoscrizione corrisponde, fin dalla sua istituzione, a quello della regione Piemonte.

## Seggi
Per l'attribuzione dei seggi spettanti ad ogni regione, bisogna ottemperare anche in questo caso alla Costituzione della Repubblica Italiana la quale prescriveva, alla data di promulgazione del 1948, che «Nessuna Regione può avere un numero di senatori inferiore a sei. La Valle d’Aosta ha un solo senatore», modificata poi con la Legge costituzionale 9 febbraio 1963, n. 2 che recita «Nessuna Regione può avere un numero di senatori inferiori a sette; il Molise ne ha due, la Valle d’Aosta uno.»
Partendo da un minimo costituzionale di sei seggi per regione, divenuti poi sette, la ripartizione dei seggi spettanti alla circoscrizione viene effettuata in proporzione alla popolazione delle Regioni, quale risulta dall'ultimo censimento generale, sulla base dei quozienti interi e dei più alti resti.

## Dal 1948 al 1993
In base alla legge in vigore dal 1948, essenzialmente proporzionale, i partiti presentavano in ogni circoscrizione un candidato per ogni collegio. All'interno di ciascun collegio, veniva eletto senatore il candidato che avesse raggiunto il quorum del 65% delle preferenze. Qualora nessun candidato avesse conseguito l'elezione, i voti di tutti i candidati venivano raggruppati nelle liste di partito a livello regionale, dove i seggi venivano allocati utilizzando il metodo D'Hondt delle maggiori medie statistiche e quindi, all'interno di ciascuna lista, venivano dichiarati eletti senatori i candidati con le migliori percentuali di preferenza.

### Collegi elettorali
- Alessandria-Tortona
- Casale Monferrato - Chivasso
- Acqui Terme - Novi Ligure
- Asti
- Cuneo-Saluzzo
- Alba
- Mondovì
- Novara
- Verbano-Cusio-Ossola
- Ivrea
- Susa
- Pinerolo
- Torino Centro
- Torino Dora Oltre Stura Collina
- Torino FIAT Aeritalia Ferriere
- Vercelli
- Biella

### I Legislatura
Nessun candidato nei 17 collegi uninominali raggiunse il quorum del 65% dei voti per essere eletto automaticamente; i seggi vennero pertanto assegnati proporzionalmente ai voti ricevuti.
| Partito                            | Partito                            | Risultati 18 aprile 1948 | Risultati 18 aprile 1948 | Risultati 18 aprile 1948 | Seggi | Seggi |
| Partito                            | Partito                            | Voti                     | %                        | ±                        | Num   | ±     |
| ---------------------------------- | ---------------------------------- | ------------------------ | ------------------------ | ------------------------ | ----- | ----- |
|                                    | Democrazia Cristiana               | 966 155                  | 46,74                    | n.d.                     | 8     | n.d.  |
|                                    | Fronte Democratico Popolare        | 665 333                  | 32,19                    | n.d.                     | 6     | n.d.  |
|                                    | Unità Socialista                   | 221 144                  | 10,70                    | n.d.                     | 2     | n.d.  |
|                                    | Blocco Nazionale                   | 127 326                  | 6,16                     | n.d.                     | 0     | n.d.  |
|                                    | Partito dei Contadini d'Italia     | 61 258                   | 2,96                     | n.d.                     | 0     | n.d.  |
|                                    | Indipendenti                       | 20 336                   | 0,98                     | n.d.                     | 1     | n.d.  |
|                                    | Partito Nazionale Monarchico       | 5 621                    | 0,27                     | n.d.                     | 0     | n.d.  |
|                                    |                                    |                          |                          |                          |       |       |
| Iscritti                           | Iscritti                           | 2 345 605                | 100,00                   |                          |       |       |
| ↳ Votanti (% su iscritti)          | ↳ Votanti (% su iscritti)          | 2 172 980                | 92,64                    | n.d.                     |       |       |
| ↳ Voti validi (% su votanti)       | ↳ Voti validi (% su votanti)       | 2 067 173                | 95,13                    |                          |       |       |
| ↳ Schede non valide (% su votanti) | ↳ Schede non valide (% su votanti) | 105 807                  | 4,87                     |                          |       |       |
| ↳ Astenuti (% su iscritti)         | ↳ Astenuti (% su iscritti)         | 172 625                  | 7,36                     |                          |       |       |

| Eletti | Eletti              |
| ------ | ------------------- |
|        | Raffaele Cadorna    |
|        | Teresio Guglielmone |
|        | Felice Lovera       |
|        | Federico Marconcini |
|        | Modesto Panetti     |
|        | Italo Mario Sacco   |
|        | Giovanni Sartori    |
|        | Antonio Toselli     |
|        | Carlo Boccassi      |
|        | Luigi Castagno      |
|        | Carlo Cerruti       |
|        | Ermanno Lazzarino   |
|        | Virgilio Luisetti   |
|        | Ottavio Pastore     |
|        | Spartaco Beltrand   |
|        | Luigi Carmagnola    |
|        | Egidio Fazio        |

### II Legislatura
Nessun candidato nei 17 collegi uninominali raggiunse il quorum del 65% dei voti per essere eletto automaticamente; i seggi vennero pertanto assegnati proporzionalmente ai voti ricevuti.
| Partito                            | Partito                                 | Risultati 7 giugno 1953 | Risultati 7 giugno 1953 | Risultati 7 giugno 1953 | Seggi | Seggi   |
| Partito                            | Partito                                 | Voti                    | %                       | ±                       | Num   | ±       |
| ---------------------------------- | --------------------------------------- | ----------------------- | ----------------------- | ----------------------- | ----- | ------- |
|                                    | Democrazia Cristiana                    | 850 914                 | 39,82                   | 6,92                    | 8     | Stabile |
|                                    | Partito Comunista Italiano              | 458 302                 | 21,44                   | n.d.                    | 4     | n.d.    |
|                                    | Partito Socialista Italiano             | 291 428                 | 13,64                   | n.d.                    | 2     | n.d.    |
|                                    | Altri Gruppi                            | 180 734                 | 8,46                    | n.d.                    | 1     | n.d.    |
|                                    | Partito Socialista Democratico Italiano | 158 396                 | 7,41                    | n.d.                    | 1     | n.d.    |
|                                    | Partito Liberale Italiano               | 117 881                 | 5,52                    | n.d.                    | 1     | n.d.    |
|                                    | Movimento Sociale Italiano              | 49 042                  | 2,29                    | n.d.                    | 0     | n.d.    |
|                                    | Unità Popolare                          | 21 077                  | 0,99                    | n.d.                    | 0     | n.d.    |
|                                    | Alleanza Democratica Nazionale          | 9 352                   | 0,44                    | n.d.                    | 0     | n.d.    |
|                                    |                                         |                         |                         |                         |       |         |
| Iscritti                           | Iscritti                                | 2 401 002               | 100,00                  |                         |       |         |
| ↳ Votanti (% su iscritti)          | ↳ Votanti (% su iscritti)               | 2 254 826               | 93,91                   | 1,27                    |       |         |
| ↳ Voti validi (% su votanti)       | ↳ Voti validi (% su votanti)            | 2 137 126               | 94,78                   |                         |       |         |
| ↳ Schede non valide (% su votanti) | ↳ Schede non valide (% su votanti)      | 117 700                 | 5,22                    |                         |       |         |
| ↳ Astenuti (% su iscritti)         | ↳ Astenuti (% su iscritti)              | 146 176                 | 6,09                    |                         |       |         |

| Eletti | Eletti                    |
| ------ | ------------------------- |
|        | Leopoldo Baracco          |
|        | Giovanni Battista Bertone |
|        | Raffaele Cadorna          |
|        | Luigi Carlo Caron         |
|        | Teresio Guglielmone       |
|        | Giacomo Piola             |
|        | Giovanni Sartori          |
|        | Antonio Toselli           |
|        | Carlo Boccassi            |
|        | Vittorio Flecchia         |
|        | Celeste Negarville        |
|        | Ottavio Pastore           |
|        | Camillo Pasquali          |
|        | Ettore Tibaldi            |
|        | Giuseppe Bosia            |
|        | Luigi Carmagnola          |
|        | Stefano Perrier           |

### III Legislatura
Nessun candidato nei 17 collegi uninominali raggiunse il quorum del 65% dei voti per essere eletto automaticamente; i seggi vennero pertanto assegnati proporzionalmente ai voti ricevuti.
| Partito                            | Partito                                 | Risultati 25 maggio 1958 | Risultati 25 maggio 1958 | Risultati 25 maggio 1958 | Seggi | Seggi   |
| Partito                            | Partito                                 | Voti                     | %                        | ±                        | Num   | ±       |
| ---------------------------------- | --------------------------------------- | ------------------------ | ------------------------ | ------------------------ | ----- | ------- |
|                                    | Democrazia Cristiana                    | 927 617                  | 40,35                    | 0,53                     | 9     | 1       |
|                                    | Partito Comunista Italiano              | 437 960                  | 19,05                    | 2,39                     | 4     | Stabile |
|                                    | Partito Socialista Italiano             | 334 832                  | 14,56                    | 0,92                     | 3     | 1       |
|                                    | Partito Socialista Democratico Italiano | 169 142                  | 7,36                     | 0,05                     | 1     | Stabile |
|                                    | Partito Liberale Italiano               | 131 854                  | 5,74                     | 0,22                     | 1     | Stabile |
|                                    | Movimento Comunità                      | 101 350                  | 4,41                     | n.d.                     | 0     | n.d.    |
|                                    | Partito Nazionale Monarchico            | 58 969                   | 2,57                     | n.d.                     | 0     | n.d.    |
|                                    | Movimento Autonomista Regionale Padano  | 56 828                   | 2,47                     | n.d.                     | 0     | n.d.    |
|                                    | Movimento Sociale Italiano              | 39 031                   | 1,70                     | 0,59                     | 0     | Stabile |
|                                    | Partito Monarchico Popolare             | 22 915                   | 1,00                     | n.d.                     | 0     | n.d.    |
|                                    | Partito Repubblicano Italiano-Radicale  | 16 064                   | 0,70                     | n.d.                     | 0     | n.d.    |
|                                    | Movimento Rurale                        | 2 389                    | 0,10                     | n.d.                     | 0     | n.d.    |
|                                    |                                         |                          |                          |                          |       |         |
| Iscritti                           | Iscritti                                | 2 548 797                | 100,00                   |                          |       |         |
| ↳ Votanti (% su iscritti)          | ↳ Votanti (% su iscritti)               | 2 428 239                | 95,27                    | 1,36                     |       |         |
| ↳ Voti validi (% su votanti)       | ↳ Voti validi (% su votanti)            | 2 298 951                | 94,68                    |                          |       |         |
| ↳ Schede non valide (% su votanti) | ↳ Schede non valide (% su votanti)      | 129 288                  | 5,32                     |                          |       |         |
| ↳ Astenuti (% su iscritti)         | ↳ Astenuti (% su iscritti)              | 120 558                  | 4,73                     |                          |       |         |

| Eletti | Eletti                    |
| ------ | ------------------------- |
|        | Leopoldo Baracco          |
|        | Giovanni Battista Bertone |
|        | Antonio Bussi             |
|        | Paolo Desana              |
|        | Giovanni Giraudo          |
|        | Teresio Guglielmone       |
|        | Giacomo Piola             |
|        | Giovanni Sartori          |
|        | Giuseppe Sibille          |
|        | Carlo Boccassi            |
|        | Domenico Marchisio        |
|        | Antonio Roasio            |
|        | Pietro Secchia            |
|        | Ferruccio Parri           |
|        | Carlo Ronza               |
|        | Ettore Tibaldi            |
|        | Pietro Borgarelli         |
|        | Giuseppe Dardanelli       |

### IV Legislatura
Nessun candidato nei 17 collegi uninominali raggiunse il quorum del 65% dei voti per essere eletto automaticamente; i seggi vennero pertanto assegnati proporzionalmente ai voti ricevuti.
| Partito                            | Partito                                 | Risultati 28 aprile 1963 | Risultati 28 aprile 1963 | Risultati 28 aprile 1963 | Seggi | Seggi   |
| Partito                            | Partito                                 | Voti                     | %                        | ±                        | Num   | ±       |
| ---------------------------------- | --------------------------------------- | ------------------------ | ------------------------ | ------------------------ | ----- | ------- |
|                                    | Democrazia Cristiana                    | 883 030                  | 36,26                    | 4,09                     | 9     | Stabile |
|                                    | Partito Comunista Italiano              | 567 608                  | 23,31                    | 4,26                     | 6     | 2       |
|                                    | Partito Socialista Italiano             | 367 988                  | 15,11                    | 0,55                     | 4     | 1       |
|                                    | Partito Liberale Italiano               | 311 055                  | 12,77                    | 7,03                     | 3     | 2       |
|                                    | Partito Socialista Democratico Italiano | 224 001                  | 9,20                     | 1,84                     | 2     | 1       |
|                                    | Movimento Sociale Italiano              | 77 725                   | 3,19                     | 1,49                     | 0     | Stabile |
|                                    | Contadini Combattenti                   | 3 797                    | 0,16                     | n.d.                     | 0     | n.d.    |
|                                    |                                         |                          |                          |                          |       |         |
| Iscritti                           | Iscritti                                | 2 724 853                | 100,00                   |                          |       |         |
| ↳ Votanti (% su iscritti)          | ↳ Votanti (% su iscritti)               | 2 597 921                | 95,34                    | 0,07                     |       |         |
| ↳ Voti validi (% su votanti)       | ↳ Voti validi (% su votanti)            | 2 435 204                | 93,74                    |                          |       |         |
| ↳ Schede non valide (% su votanti) | ↳ Schede non valide (% su votanti)      | 162 717                  | 6,26                     |                          |       |         |
| ↳ Astenuti (% su iscritti)         | ↳ Astenuti (% su iscritti)              | 126 932                  | 4,66                     |                          |       |         |

| Eletti | Eletti                    |  | Eletti               | Eletti |
| ------ | ------------------------- |  | -------------------- | ------ |
|        | Leopoldo Baracco          |  | Antonio Roasio       |        |
|        | Giovanni Battista Bertone |  | Pietro Secchia       |        |
|        | Antonio Bussi             |  | Ferdinando Vacchetta |        |
|        | Osvaldo Cagnasso          |  | Alessandro Bermani   |        |
|        | Dionigi Coppo             |  | Pier Luigi Passoni   |        |
|        | Renzo Forma               |  | Luigi Poet           |        |
|        | Giovanni Giraudo          |  | Ettore Tibaldi       |        |
|        | Giuseppe Sibille          |  | Giacomo Bosso        |        |
|        | Carlo Torelli             |  | Perpetuo Massobrio   |        |
|        | Walter Audisio            |  | Cesare Rotta         |        |
|        | Carlo Boccassi            |  | Terenzio Magliano    |        |
|        | Domenico Marchisio        |  | Giacinto Rovella     |        |

### V Legislatura
Nessun candidato nei 17 collegi uninominali raggiunse il quorum del 65% dei voti per essere eletto automaticamente; i seggi vennero pertanto assegnati proporzionalmente ai voti ricevuti.
| Partito                            | Partito                            | Risultati 19 maggio 1968 | Risultati 19 maggio 1968 | Risultati 19 maggio 1968 | Seggi | Seggi   |
| Partito                            | Partito                            | Voti                     | %                        | ±                        | Num   | ±       |
| ---------------------------------- | ---------------------------------- | ------------------------ | ------------------------ | ------------------------ | ----- | ------- |
|                                    | Democrazia Cristiana               | 937 700                  | 36,71                    | 0,45                     | 10    | 1       |
|                                    | Partito Comunista Italiano-PSIUP   | 744 349                  | 29,14                    | 5,83                     | 7     | 1       |
|                                    | PSI-PSDI                           | 450 769                  | 17,65                    | 6,66                     | 4     | 2       |
|                                    | Partito Liberale Italiano          | 293 236                  | 11,48                    | 1,29                     | 3     | Stabile |
|                                    | Movimento Sociale Italiano         | 60 513                   | 2,37                     | 0,82                     | 0     | Stabile |
|                                    | Partito Repubblicano Italiano      | 42 876                   | 1,68                     | n.d.                     | 0     | n.d.    |
|                                    | Socialdemocrazia                   | 25 086                   | 0,98                     | n.d.                     | 0     | n.d.    |
|                                    |                                    |                          |                          |                          |       |         |
| Iscritti                           | Iscritti                           | 2 865 485                | 100,00                   |                          |       |         |
| ↳ Votanti (% su iscritti)          | ↳ Votanti (% su iscritti)          | 2 732 564                | 95,36                    | 0,02                     |       |         |
| ↳ Voti validi (% su votanti)       | ↳ Voti validi (% su votanti)       | 2 554 529                | 93,48                    |                          |       |         |
| ↳ Schede non valide (% su votanti) | ↳ Schede non valide (% su votanti) | 178 035                  | 6,52                     |                          |       |         |
| ↳ Astenuti (% su iscritti)         | ↳ Astenuti (% su iscritti)         | 132 921                  | 4,64                     |                          |       |         |

| Eletti | Eletti              |  | Eletti                | Eletti |
| ------ | ------------------- |  | --------------------- | ------ |
|        | Lucio Benaglia      |  | Andrea Filippa        |        |
|        | Ermenegildo Bertola |  | Carlo Galante Garrone |        |
|        | Giovanni Boano      |  | Francesco Moranino    |        |
|        | Giuseppe Brusasca   |  | Pietro Secchia        |        |
|        | Osvaldo Cagnasso    |  | Giuseppe Vignolo      |        |
|        | Dionigi Coppo       |  | Francesco Albertini   |        |
|        | Renzo Forma         |  | Alessandro Bermani    |        |
|        | Giovanni Giraudo    |  | Luigi Buzio           |        |
|        | Giuseppe Pella      |  | Alberto Cipellini     |        |
|        | Carlo Torelli       |  | Giuseppe Balbo        |        |
|        | Franco Antonicelli  |  | Giacomo Bosso         |        |
|        | Tullio Benedetti    |  | Perpetuo Massobrio    |        |

### VI Legislatura
Nessun candidato nei 17 collegi uninominali raggiunse il quorum del 65% dei voti per essere eletto automaticamente; i seggi vennero pertanto assegnati proporzionalmente ai voti ricevuti.
| Partito                            | Partito                                 | Risultati 7 maggio 1972 | Risultati 7 maggio 1972 | Risultati 7 maggio 1972 | Seggi | Seggi   |
| Partito                            | Partito                                 | Voti                    | %                       | ±                       | Num   | ±       |
| ---------------------------------- | --------------------------------------- | ----------------------- | ----------------------- | ----------------------- | ----- | ------- |
|                                    | Democrazia Cristiana                    | 983 187                 | 36,50                   | 0,21                    | 9     | 1       |
|                                    | Partito Comunista Italiano-PSIUP        | 736 937                 | 27,36                   | 1,78                    | 7     | Stabile |
|                                    | Partito Socialista Italiano             | 309 095                 | 11,47                   | n.d.                    | 3     | n.d.    |
|                                    | Partito Liberale Italiano               | 230 716                 | 8,56                    | 2,92                    | 2     | 1       |
|                                    | Partito Socialista Democratico Italiano | 206 707                 | 7,67                    | n.d.                    | 2     | n.d.    |
|                                    | Movimento Sociale Italiano              | 130 877                 | 4,86                    | 2,49                    | 1     | 1       |
|                                    | Partito Repubblicano Italiano           | 96 422                  | 3,58                    | 1,90                    | 0     | Stabile |
|                                    |                                         |                         |                         |                         |       |         |
| Iscritti                           | Iscritti                                | 2 972 527               | 100,00                  |                         |       |         |
| ↳ Votanti (% su iscritti)          | ↳ Votanti (% su iscritti)               | 2 844 452               | 95,69                   | 0,33                    |       |         |
| ↳ Voti validi (% su votanti)       | ↳ Voti validi (% su votanti)            | 2 693 941               | 94,71                   |                         |       |         |
| ↳ Schede non valide (% su votanti) | ↳ Schede non valide (% su votanti)      | 150 511                 | 5,29                    |                         |       |         |
| ↳ Astenuti (% su iscritti)         | ↳ Astenuti (% su iscritti)              | 128 075                 | 4,31                    |                         |       |         |

| Eletti | Eletti                |  | Eletti              | Eletti |
| ------ | --------------------- |  | ------------------- | ------ |
|        | Lucio Benaglia        |  | Pietro Germano      |        |
|        | Ermenegildo Bertola   |  | Ugo Pecchioli       |        |
|        | Giovanni Boano        |  | Pietro Secchia      |        |
|        | Dionigi Coppo         |  | Giuseppe Vignolo    |        |
|        | Renzo Forma           |  | Francesco Albertini |        |
|        | Giovanni Giraudo      |  | Alessandro Bermani  |        |
|        | Giuseppe Pella        |  | Alberto Cipellini   |        |
|        | Adolfo Sarti          |  | Giuseppe Balbo      |        |
|        | Carlo Torelli         |  | Manlio Brosio       |        |
|        | Franco Antonicelli    |  | Giuseppe Barbera    |        |
|        | Andrea Filippa        |  | Luigi Buzio         |        |
|        | Carlo Galante Garrone |  | Armando Plebe       |        |

### VII Legislatura
Nessun candidato nei 17 collegi uninominali raggiunse il quorum del 65% dei voti per essere eletto automaticamente; i seggi vennero pertanto assegnati proporzionalmente ai voti ricevuti.
| Partito                            | Partito                                 | Risultati 20 giugno 1976 | Risultati 20 giugno 1976 | Risultati 20 giugno 1976 | Seggi | Seggi   |
| Partito                            | Partito                                 | Voti                     | %                        | ±                        | Num   | ±       |
| ---------------------------------- | --------------------------------------- | ------------------------ | ------------------------ | ------------------------ | ----- | ------- |
|                                    | Democrazia Cristiana                    | 1 004 158                | 36,38                    | 0,12                     | 10    | 1       |
|                                    | Partito Comunista Italiano              | 957 964                  | 34,70                    | 7,34                     | 9     | 2       |
|                                    | Partito Socialista Italiano             | 290 985                  | 10,54                    | 0,93                     | 2     | 1       |
|                                    | Partito Socialista Democratico Italiano | 139 533                  | 5,05                     | 2,62                     | 1     | 1       |
|                                    | Partito Repubblicano Italiano           | 124 965                  | 4,53                     | 0,95                     | 1     | 1       |
|                                    | Movimento Sociale Italiano              | 107 429                  | 3,89                     | 0,97                     | 1     | Stabile |
|                                    | Partito Liberale Italiano               | 99 987                   | 3,62                     | 4,94                     | 1     | 1       |
|                                    | Partito Radicale                        | 35 394                   | 1,28                     | n.d.                     | 0     | n.d.    |
|                                    |                                         |                          |                          |                          |       |         |
| Iscritti                           | Iscritti                                | 3 031 863                | 100,00                   |                          |       |         |
| ↳ Votanti (% su iscritti)          | ↳ Votanti (% su iscritti)               | 2 887 556                | 95,24                    | 0,78                     |       |         |
| ↳ Voti validi (% su votanti)       | ↳ Voti validi (% su votanti)            | 2 760 415                | 95,60                    |                          |       |         |
| ↳ Schede non valide (% su votanti) | ↳ Schede non valide (% su votanti)      | 127 141                  | 4,40                     |                          |       |         |
| ↳ Astenuti (% su iscritti)         | ↳ Astenuti (% su iscritti)              | 144 307                  | 4,76                     |                          |       |         |

| Eletti | Eletti              |  | Eletti                | Eletti |
| ------ | ------------------- |  | --------------------- | ------ |
|        | Carlo Baldi         |  | Carlo Galante Garrone |        |
|        | Lucio Benaglia      |  | Ugo Pecchioli         |        |
|        | Giovanni Bersani    |  | Carlo Pollidoro       |        |
|        | Carlo Boggio        |  | Irmo Sassone          |        |
|        | Dionigi Coppo       |  | Giuseppe Vignolo      |        |
|        | Dario Cravero       |  | Tullio Vinay          |        |
|        | Fausto Del Ponte    |  | Francesco Albertini   |        |
|        | Renzo Forma         |  | Alberto Cipellini     |        |
|        | Giuseppe Miroglio   |  | Luigi Buzio           |        |
|        | Adolfo Sarti        |  | Bruno Visentini       |        |
|        | Giovanni Ayassot    |  | Armando Plebe         |        |
|        | Antonio Berti       |  | Giuseppe Balbo        |        |
|        | Napoleone Colajanni |  |                       |        |

### VIII Legislatura
Nessun candidato nei 17 collegi uninominali raggiunse il quorum del 65% dei voti per essere eletto automaticamente; i seggi vennero pertanto assegnati proporzionalmente ai voti ricevuti.
| Partito                            | Partito                                      | Risultati 3 giugno 1979 | Risultati 3 giugno 1979 | Risultati 3 giugno 1979 | Seggi | Seggi   |
| Partito                            | Partito                                      | Voti                    | %                       | ±                       | Num   | ±       |
| ---------------------------------- | -------------------------------------------- | ----------------------- | ----------------------- | ----------------------- | ----- | ------- |
|                                    | Democrazia Cristiana                         | 939 229                 | 35,01                   | 1,37                    | 9     | 1       |
|                                    | Partito Comunista Italiano                   | 854 527                 | 31,85                   | 2,85                    | 9     | Stabile |
|                                    | Partito Socialista Italiano                  | 282 547                 | 10,53                   | 0,01                    | 3     | 1       |
|                                    | Partito Socialista Democratico Italiano      | 152 946                 | 5,70                    | 0,65                    | 1     | Stabile |
|                                    | Partito Liberale Italiano                    | 140 307                 | 5,23                    | 0,29                    | 1     | Stabile |
|                                    | Partito Repubblicano Italiano                | 124 819                 | 4,65                    | 0,12                    | 1     | Stabile |
|                                    | Movimento Sociale Italiano                   | 94 424                  | 3,52                    | 0,37                    | 1     | Stabile |
|                                    | Partito Radicale                             | 79 675                  | 2,97                    | 1,69                    | 0     | Stabile |
|                                    | Democrazia Nazionale - Costituente di Destra | 14 360                  | 0,54                    | n.d.                    | 0     | n.d.    |
|                                    |                                              |                         |                         |                         |       |         |
| Iscritti                           | Iscritti                                     | 3 066 832               | 100,00                  |                         |       |         |
| ↳ Votanti (% su iscritti)          | ↳ Votanti (% su iscritti)                    | 2 866 334               | 93,46                   | 1,78                    |       |         |
| ↳ Voti validi (% su votanti)       | ↳ Voti validi (% su votanti)                 | 2 682 834               | 93,60                   |                         |       |         |
| ↳ Schede non valide (% su votanti) | ↳ Schede non valide (% su votanti)           | 183 500                 | 6,40                    |                         |       |         |
| ↳ Astenuti (% su iscritti)         | ↳ Astenuti (% su iscritti)                   | 200 498                 | 6,54                    |                         |       |         |

| Eletti | Eletti                   |  | Eletti                  | Eletti |
| ------ | ------------------------ |  | ----------------------- | ------ |
|        | Carlo Baldi              |  | Claudio Napoleoni       |        |
|        | Carlo Boggio             |  | Ugo Pecchioli           |        |
|        | Fausto Del Ponte         |  | Carlo Pollidoro         |        |
|        | Carlo Donat-Cattin       |  | Irmo Sassone            |        |
|        | Renzo Forma              |  | Tullio Vinay            |        |
|        | Luigi Macario            |  | Eugenio Bozzello Verole |        |
|        | Giuseppe Miroglio        |  | Alberto Cipellini       |        |
|        | Adolfo Sarti             |  | Cornelio Masciadri      |        |
|        | Riccardo Triglia         |  | Luigi Buzio             |        |
|        | Antonio Berti            |  | Giuseppe Fassino        |        |
|        | Napoleone Colajanni      |  | Bruno Visentini         |        |
|        | Lucio Libertini          |  | Cesare Pozzo            |        |
|        | Leopoldo Attilio Martino |  |                         |        |

### IX Legislatura
Nessun candidato nei 17 collegi uninominali raggiunse il quorum del 65% dei voti per essere eletto automaticamente; i seggi vennero pertanto assegnati proporzionalmente ai voti ricevuti.
| Partito                            | Partito                                 | Risultati 26 giugno 1983 | Risultati 26 giugno 1983 | Risultati 26 giugno 1983 | Seggi | Seggi   |
| Partito                            | Partito                                 | Voti                     | %                        | ±                        | Num   | ±       |
| ---------------------------------- | --------------------------------------- | ------------------------ | ------------------------ | ------------------------ | ----- | ------- |
|                                    | Partito Comunista Italiano              | 788 203                  | 30,76                    | 1,09                     | 8     | 1       |
|                                    | Democrazia Cristiana                    | 722 774                  | 28,21                    | 6,80                     | 7     | 2       |
|                                    | Partito Socialista Italiano             | 268 594                  | 10,48                    | 0,05                     | 3     | Stabile |
|                                    | Partito Repubblicano Italiano           | 205 564                  | 8,02                     | 3,37                     | 2     | 1       |
|                                    | Partito Liberale Italiano               | 185 553                  | 7,24                     | 2,01                     | 2     | 1       |
|                                    | Partito Socialista Democratico Italiano | 137 719                  | 5,37                     | 0,62                     | 1     | Stabile |
|                                    | Movimento Sociale Italiano              | 130 228                  | 5,08                     | 1,56                     | 1     | Stabile |
|                                    | Partito Radicale                        | 70 922                   | 2,77                     | 0,20                     | 0     | Stabile |
|                                    | Democrazia Proletaria                   | 38 281                   | 1,49                     | n.d.                     | 0     | n.d.    |
|                                    | Lista per Trieste                       | 14 397                   | 0,56                     | n.d.                     | 0     | n.d.    |
|                                    |                                         |                          |                          |                          |       |         |
| Iscritti                           | Iscritti                                | 3 093 976                | 100,00                   |                          |       |         |
| ↳ Votanti (% su iscritti)          | ↳ Votanti (% su iscritti)               | 2 802 523                | 90,58                    | 2,88                     |       |         |
| ↳ Voti validi (% su votanti)       | ↳ Voti validi (% su votanti)            | 2 562 235                | 91,43                    |                          |       |         |
| ↳ Schede non valide (% su votanti) | ↳ Schede non valide (% su votanti)      | 240 288                  | 8,57                     |                          |       |         |
| ↳ Astenuti (% su iscritti)         | ↳ Astenuti (% su iscritti)              | 291 453                  | 9,42                     |                          |       |         |

| Eletti | Eletti                    |  | Eletti                  | Eletti |
| ------ | ------------------------- |  | ----------------------- | ------ |
|        | Ennio Baiardi             |  | Francesco Mazzola       |        |
|        | Napoleone Colajanni       |  | Giuseppe Miroglio       |        |
|        | Lorenzo Gianotti          |  | Riccardo Triglia        |        |
|        | Lucio Libertini           |  | Eugenio Bozzello Verole |        |
|        | Claudio Napoleoni         |  | Roberto Cassola         |        |
|        | Carla Federica Nespolo    |  | Cornelio Masciadri      |        |
|        | Ugo Pecchioli             |  | Susanna Agnelli         |        |
|        | Carlo Pollidoro           |  | Quintino Antonio Cartia |        |
|        | Carlo Baldi               |  | Attilio Bastianini      |        |
|        | Carlo Boggio              |  | Giuseppe Fassino        |        |
|        | Anna Gabriella Ceccatelli |  | Maurizio Pagani         |        |
|        | Ignazio Marcello Gallo    |  | Cesare Pozzo            |        |

### X Legislatura
Nessun candidato nei 17 collegi uninominali raggiunse il quorum del 65% dei voti per essere eletto automaticamente; i seggi vennero pertanto assegnati proporzionalmente ai voti ricevuti.
| Partito                            | Partito                                 | Risultati 14 giugno 1987 | Risultati 14 giugno 1987 | Risultati 14 giugno 1987 | Seggi | Seggi   |
| Partito                            | Partito                                 | Voti                     | %                        | ±                        | Num   | ±       |
| ---------------------------------- | --------------------------------------- | ------------------------ | ------------------------ | ------------------------ | ----- | ------- |
|                                    | Democrazia Cristiana                    | 752 920                  | 28,44                    | 0,26                     | 8     | 1       |
|                                    | Partito Comunista Italiano              | 698 174                  | 26,37                    | 4,39                     | 8     | Stabile |
|                                    | Partito Socialista Italiano             | 342 859                  | 12,95                    | 2,47                     | 3     | Stabile |
|                                    | Partito Repubblicano Italiano           | 138 379                  | 5,23                     | 1,86                     | 1     | 1       |
|                                    | Movimento Sociale Italiano              | 123 037                  | 4,65                     | 0,43                     | 1     | Stabile |
|                                    | Partito Liberale Italiano               | 117 919                  | 4,45                     | 2,79                     | 1     | 1       |
|                                    | Partito Socialista Democratico Italiano | 110 937                  | 4,19                     | 1,18                     | 1     | Stabile |
|                                    | Partito Radicale                        | 98 523                   | 3,72                     | 0,95                     | 1     | 1       |
|                                    | Lista Verde                             | 69 656                   | 2,63                     | n.d.                     | 0     | n.d.    |
|                                    | Piemonte Autonomia Regionale            | 60 742                   | 2,29                     | n.d.                     | 0     | n.d.    |
|                                    | Piemont                                 | 51 340                   | 1,94                     | n.d.                     | 0     | n.d.    |
|                                    | Democrazia Proletaria                   | 41 306                   | 1,56                     | n.d.                     | 0     | n.d.    |
|                                    | Liga Veneta                             | 24 071                   | 0,91                     | n.d.                     | 0     | n.d.    |
|                                    | Movimento Liberazione Fiscale           | 13 915                   | 0,53                     | n.d.                     | 0     | n.d.    |
|                                    | Alleanza Popolare Pensionati            | 3 673                    | 0,14                     | n.d.                     | 0     | n.d.    |
|                                    |                                         |                          |                          |                          |       |         |
| Iscritti                           | Iscritti                                | 3 122 869                | 100,00                   |                          |       |         |
| ↳ Votanti (% su iscritti)          | ↳ Votanti (% su iscritti)               | 2 832 368                | 90,70                    | 0,12                     |       |         |
| ↳ Voti validi (% su votanti)       | ↳ Voti validi (% su votanti)            | 2 647 451                | 93,47                    |                          |       |         |
| ↳ Schede non valide (% su votanti) | ↳ Schede non valide (% su votanti)      | 184 917                  | 6,53                     |                          |       |         |
| ↳ Astenuti (% su iscritti)         | ↳ Astenuti (% su iscritti)              | 290 501                  | 9,30                     |                          |       |         |

| Eletti | Eletti                 |  | Eletti                  | Eletti |
| ------ | ---------------------- |  | ----------------------- | ------ |
|        | Carlo Boggio           |  | Lucio Libertini         |        |
|        | Natale Carlotto        |  | Claudio Napoleoni       |        |
|        | Carlo Donat-Cattin     |  | Carla Federica Nespolo  |        |
|        | Ignazio Marcello Gallo |  | Ugo Pecchioli           |        |
|        | Ezio Leonardi          |  | Eugenio Bozzello Verole |        |
|        | Francesco Mazzola      |  | Roberto Cassola         |        |
|        | Luigi Poli             |  | Giuseppe Visca          |        |
|        | Riccardo Triglia       |  | Susanna Agnelli         |        |
|        | Ennio Baiardi          |  | Cesare Pozzo            |        |
|        | Alfio Brina            |  | Giuseppe Fassino        |        |
|        | Vittorio Foa           |  | Maurizio Pagani         |        |
|        | Lorenzo Gianotti       |  | Piero Craveri           |        |

### XI Legislatura
Nessun candidato nei 17 collegi uninominali raggiunse il quorum del 65% dei voti per essere eletto automaticamente; i seggi vennero pertanto assegnati proporzionalmente ai voti ricevuti.
| Partito                            | Partito                                 | Risultati 5 aprile 1992 | Risultati 5 aprile 1992 | Risultati 5 aprile 1992 | Seggi | Seggi   |
| Partito                            | Partito                                 | Voti                    | %                       | ±                       | Num   | ±       |
| ---------------------------------- | --------------------------------------- | ----------------------- | ----------------------- | ----------------------- | ----- | ------- |
|                                    | Democrazia Cristiana                    | 565 536                 | 20,95                   | 7,49                    | 6     | 2       |
|                                    | Lega Lombarda                           | 420 266                 | 15,57                   | n.d.                    | 4     | n.d.    |
|                                    | Partito Democratico della Sinistra      | 381 315                 | 14,13                   | n.d.                    | 4     | n.d.    |
|                                    | Partito Socialista Italiano             | 346 392                 | 12,83                   | 0,12                    | 4     | 1       |
|                                    | Rifondazione Comunista                  | 197 967                 | 7,33                    | n.d.                    | 2     | n.d.    |
|                                    | Partito Liberale Italiano               | 159 076                 | 5,89                    | 1,44                    | 1     | Stabile |
|                                    | Partito Repubblicano Italiano           | 134 563                 | 4,99                    | 0,24                    | 1     | Stabile |
|                                    | Movimento Sociale Italiano              | 124 411                 | 4,61                    | 0,04                    | 1     | Stabile |
|                                    | Federazione dei Verdi                   | 85 465                  | 3,17                    | 0,54                    | 1     | 1       |
|                                    | Lega Alpina Piemont                     | 73 297                  | 2,72                    | n.d.                    | 0     | n.d.    |
|                                    | Partito Socialista Democratico Italiano | 51 029                  | 1,89                    | 2,30                    | 0     | 1       |
|                                    | Partito Pensionati                      | 44 710                  | 1,66                    | n.d.                    | 0     | n.d.    |
|                                    | Lista Referendum                        | 42 257                  | 1,57                    | n.d.                    | 0     | n.d.    |
|                                    | Lega Casalinghe-Pensionati              | 34 420                  | 1,28                    | n.d.                    | 0     | n.d.    |
|                                    | Verdi Verdi                             | 29 217                  | 1,08                    | n.d.                    | 0     | n.d.    |
|                                    | Federalismo Pensionati UV               | 9 362                   | 0,35                    | n.d.                    | 0     | n.d.    |
|                                    |                                         |                         |                         |                         |       |         |
| Iscritti                           | Iscritti                                | 3 215 909               | 100,00                  |                         |       |         |
| ↳ Votanti (% su iscritti)          | ↳ Votanti (% su iscritti)               | 2 877 383               | 89,47                   | 1,23                    |       |         |
| ↳ Voti validi (% su votanti)       | ↳ Voti validi (% su votanti)            | 2 699 283               | 93,81                   |                         |       |         |
| ↳ Schede non valide (% su votanti) | ↳ Schede non valide (% su votanti)      | 178 100                 | 6,19                    |                         |       |         |
| ↳ Astenuti (% su iscritti)         | ↳ Astenuti (% su iscritti)              | 338 526                 | 10,53                   |                         |       |         |

| Eletti | Eletti                   |  | Eletti              | Eletti |
| ------ | ------------------------ |  | ------------------- | ------ |
|        | Natale Carlotto          |  | Gian Giacomo Migone |        |
|        | Gabriele De Rosa         |  | Ugo Pecchioli       |        |
|        | Ezio Leonardi            |  | Margherita Boniver  |        |
|        | Francesco Mazzola        |  | Franco Reviglio     |        |
|        | Riccardo Triglia         |  | Armando Riviera     |        |
|        | Giovanni Battista Rabino |  | Roberto Scheda      |        |
|        | Giuseppe Bodo            |  | Adriano Icardi      |        |
|        | Claudio Percivalle       |  | Lucio Libertini     |        |
|        | Marco Preioni            |  | Giacomo Paire       |        |
|        | Massimo Scaglione        |  | Roberto Giunta      |        |
|        | Alfio Brina              |  | Cesare Pozzo        |        |
|        | Lorenzo Gianotti         |  | Pina Maisano Grassi |        |

## Dal 1993 al 2005
Con la riforma elettorale maggioritaria del 1993, in prima istanza veniva eletto senatore il candidato che avesse riportato la maggioranza relativa dei suffragi in ciascun collegio. Nessun candidato poteva presentarsi in più di un collegio. I rimanenti seggi regionali erano invece assegnati assommando i voti di tutti i candidati uninominali perdenti che si fossero collegati in un gruppo regionale, utilizzando il metodo D'Hondt delle migliori medie: gli scranni così ottenuti da ciascun gruppo venivano assegnati, all'interno di essa, ai candidati perdenti che avessero ottenuto le migliori percentuali elettorali.

### Collegi elettorali
1. Torino 1 (Centro - Collina)
2. Torino 2 (Barriera di Milano)
3. Torino 3 (Vallette - Crocetta)
4. Torino 4 (Lingotto - Mirafiori)
5. Ivrea
6. Rivoli
7. Settimo Torinese
8. Moncalieri
9. Pinerolo
10. Verbania
11. Novara
12. Biella
13. Vercelli
14. Alessandria
15. Asti
16. Cuneo
17. Alba

### XII legislatura

#### Risultati elettorali
|                               | Polo delle Libertà         | 996 779   | 36,76 | 13 |  |  |  |  |  |
|                               | Progressisti               | 749 974   | 27,66 | 7  |  |  |  |  |  |
|                               | Patto per l'Italia         | 404 455   | 14,92 | 2  |  |  |  |  |  |
|                               | Alleanza Nazionale         | 234 806   | 8,66  | 1  |  |  |  |  |  |
|                               | Lista Pannella-Riformatori | 119 402   | 4,40  | –  |  |  |  |  |  |
|                               | Partito Pensionati         | 80 141    | 2,96  | –  |  |  |  |  |  |
|                               | Verdi Verdi                | 68 218    | 2,52  | –  |  |  |  |  |  |
|                               | Lega per il Piemonte       | 49 505    | 1,83  | –  |  |  |  |  |  |
|                               | Rinnovamento               | 8 027     | 0,30  | –  |  |  |  |  |  |
| Totale                        | Totale                     | 2 711 307 | 100   | 23 |  |  |  |  |  |
|                               |                            |           |       |    |  |  |  |  |  |
| Voti non validi               | Voti non validi            | 193 077   | 6,65  |    |  |  |  |  |  |
| Votanti                       | Votanti                    | 2 904 384 | 89,16 |    |  |  |  |  |  |
| Elettori                      | Elettori                   | 3 257 382 |       |    |  |  |  |  |  |
|                               |                            |           |       |    |  |  |  |  |  |
| Data: 27-28 marzo 1994        |                            |           |       |    |  |  |  |  |  |
| Fonte: Ministero dell'interno |                            |           |       |    |  |  |  |  |  |

#### Eletti
Eletti nel Polo delle Libertà (FI - LN - CCD)
     Eletti nei Progressisti (PDS - PRC - FdV - PSI - Rete - AD - CS - RS)
     Eletti nel Patto per l'Italia (PPI - PS)
     Eletti in Alleanza Nazionale-Movimento Sociale Italiano
| Collegio                      | Eletto | Eletto                 | Partito | Quota |
| ----------------------------- | ------ | ---------------------- | ------- | ----- |
| 1 - Torino Centro-Collina     |        | Franco Debenedetti     | AD      | Magg. |
| 1 - Torino Centro-Collina     |        | Cesare Pozzo           | AN-MSI  | Prop. |
| 2 - Torino Barriera di Milano |        | Rocco Larizza          | PDS     | Magg. |
| 3 - Torino Vallette-Crocetta  |        | Edoardo Ronchi         | FdV     | Magg. |
| 3 - Torino Vallette-Crocetta  |        | Maria Grazia Siliquini | LN      | Prop. |
| 4 - Torino Lingotto-Mirafiori |        | Gian Giacomo Migone    | PDS     | Magg. |
| 5 - Ivrea                     |        | Bruno Matteja          | LN      | Magg. |
| 6 - Rivoli                    |        | Luciano Manzi          | PRC     | Magg. |
| 7 - Settimo Torinese          |        | Matteo Brigandì        | LN      | Magg. |
| 7 - Settimo Torinese          |        | Giancarlo Tapparo      | AD      | Prop. |
| 8 - Moncalieri                |        | Giovanna Briccarello   | LN      | Magg. |
| 9 - Pinerolo                  |        | Claudio Bonansea       | CCD     | Magg. |
| 10 - Verbania                 |        | Marco Preioni          | LN      | Magg. |
| 11 - Novara                   |        | Silvano Boroli         | FI      | Magg. |
| 12 - Biella                   |        | Claudio Regis          | LN      | Magg. |
| 13 - Vercelli                 |        | Gilberto Cormegna      | LN      | Magg. |
| 14 - Alessandria              |        | Giorgio Gandini        | LN      | Magg. |
| 14 - Alessandria              |        | Enrico Morando         | PDS     | Prop. |
| 15 - Asti                     |        | Massimo Scaglione      | LN      | Magg. |
| 16 - Cuneo                    |        | Mario Rosso            | LN      | Magg. |
| 16 - Cuneo                    |        | Teresio Delfino        | PPI     | Prop. |
| 17 - Alba                     |        | Luciano Lorenzi        | LN      | Magg. |
| 17 - Alba                     |        | Tomaso Zanoletti       | PPI     | Prop. |

### XIII legislatura

#### Risultati elettorali
|                               | L'Ulivo                   | 975 180   | 36,92 | 11 |  |  |  |  |  |
|                               | Polo per le Libertà       | 903 280   | 34,20 | 8  |  |  |  |  |  |
|                               | Lega Nord                 | 504 960   | 19,12 | 3  |  |  |  |  |  |
|                               | Alleanza dei Progressisti | 62 617    | 2,37  | 1  |  |  |  |  |  |
|                               | Verdi Verdi               | 61 434    | 2,33  | –  |  |  |  |  |  |
|                               | Partito Pensionati        | 60 640    | 2,30  | –  |  |  |  |  |  |
|                               | Piemonte Nazione Europea  | 26 951    | 1,02  | –  |  |  |  |  |  |
|                               | Mani Pulite               | 24 149    | 0,91  | –  |  |  |  |  |  |
|                               | Partito Socialista        | 22 068    | 0,84  | –  |  |  |  |  |  |
| Totale                        | Totale                    | 2 641 279 | 100   | 23 |  |  |  |  |  |
|                               |                           |           |       |    |  |  |  |  |  |
| Voti non validi               | Voti non validi           | 184 180   | 6,52  |    |  |  |  |  |  |
| Votanti                       | Votanti                   | 2 825 459 | 85,74 |    |  |  |  |  |  |
| Elettori                      | Elettori                  | 3 295 340 |       |    |  |  |  |  |  |
|                               |                           |           |       |    |  |  |  |  |  |
| Data: 21 aprile 1996          |                           |           |       |    |  |  |  |  |  |
| Fonte: Ministero dell'interno |                           |           |       |    |  |  |  |  |  |

#### Eletti
Eletti nel Polo per le Libertà (FI - AN - CCD - CDU)
     Eletti nell'Ulivo (PDS - PpP (PPI - PRI - UD - SVP) - RI - FdV) - PSd'Az - FL - MCU - CS - SI - PS)
     Eletti nella Lega Nord
     Eletti nell'Alleanza dei Progressisti (PRC)
| Collegio                      | Eletto | Eletto                     | Partito | Quota |
| ----------------------------- | ------ | -------------------------- | ------- | ----- |
| 1 - Torino Centro-Collina     |        | Franco Debenedetti         | PDS     | Magg. |
| 1 - Torino Centro-Collina     |        | Jas Gawronski              | FI      | Prop. |
| 2 - Torino Barriera di Milano |        | Rocco Larizza              | PDS     | Magg. |
| 3 - Torino Vallette-Crocetta  |        | Edoardo Ronchi             | FdV     | Magg. |
| 3 - Torino Vallette-Crocetta  |        | Maria Grazia Siliquini     | CCD     | Prop. |
| 4 - Torino Lingotto-Mirafiori |        | Gian Giacomo Migone        | PDS     | Magg. |
| 5 - Ivrea                     |        | Livio Besso Cordero        | RI      | Magg. |
| 6 - Rivoli                    |        | Luciano Manzi              | PRC     | Magg. |
| 7 - Settimo Torinese          |        | Giancarlo Tapparo          | UD      | Magg. |
| 8 - Moncalieri                |        | Alberto Monticone          | PPI     | Magg. |
| 9 - Pinerolo                  |        | Elvio Fassone              | PDS     | Magg. |
| 10 - Verbania                 |        | Luigi Manfredi             | FI      | Magg. |
| 10 - Verbania                 |        | Marco Preioni              | LN      | Prop. |
| 11 - Novara                   |        | Giuseppe Vegas             | FI      | Magg. |
| 11 - Novara                   |        | Sergio Vedovato            | PDS     | Prop. |
| 12 - Biella                   |        | Nicolò Sella di Monteluce  | FI      | Magg. |
| 13 - Vercelli                 |        | Ombretta Fumagalli Carulli | CCD     | Magg. |
| 14 - Alessandria              |        | Enrico Morando             | PDS     | Magg. |
| 14 - Alessandria              |        | Eugenio Filograna          | FI      | Prop. |
| 15 - Asti                     |        | Giovanni Saracco           | PDS     | Magg. |
| 16 - Cuneo                    |        | Guido Brignone             | LN      | Magg. |
| 17 - Alba                     |        | Tomaso Zanoletti           | CDU     | Magg. |
| 17 - Alba                     |        | Luciano Lorenzi            | LN      | Prop. |

### XIV legislatura

#### Risultati elettorali
|                               | Casa delle Libertà                   | 1 147 728 | 42,99 | 14 |  |  |  |  |  |
|                               | L'Ulivo                              | 1 046 517 | 39,20 | 9  |  |  |  |  |  |
|                               | Partito della Rifondazione Comunista | 141 399   | 5,30  | –  |  |  |  |  |  |
|                               | Lista Di Pietro                      | 97 736    | 3,66  | –  |  |  |  |  |  |
|                               | Lista Emma Bonino                    | 73 827    | 2,77  | –  |  |  |  |  |  |
|                               | Democrazia Europea                   | 57 101    | 2,14  | –  |  |  |  |  |  |
|                               | Fiamma Tricolore                     | 39 532    | 1,48  | –  |  |  |  |  |  |
|                               | Verdi Verdi                          | 35 743    | 1,34  | –  |  |  |  |  |  |
|                               | Va' Pensiero Padania                 | 30 378    | 1,14  | –  |  |  |  |  |  |
| Totale                        | Totale                               | 2 669 961 | 100   | 23 |  |  |  |  |  |
|                               |                                      |           |       |    |  |  |  |  |  |
| Voti non validi               | Voti non validi                      | 164 671   | 5,81  |    |  |  |  |  |  |
| Votanti                       | Votanti                              | 2 834 632 | 84,18 |    |  |  |  |  |  |
| Elettori                      | Elettori                             | 3 367 460 |       |    |  |  |  |  |  |
|                               |                                      |           |       |    |  |  |  |  |  |
| Data: 13 maggio 2001          |                                      |           |       |    |  |  |  |  |  |
| Fonte: Ministero dell'interno |                                      |           |       |    |  |  |  |  |  |

#### Eletti
Eletti nella Casa delle Libertà (FI - AN - LN - CCD - CDU - NPSI - PRI)
     Eletti nell'Ulivo (DS - DL - Girasole (SDI - FdV) - PdCI - MRE - SVP - PSd'Az)
| Collegio                      | Eletto | Eletto                 | Partito | Quota |
| ----------------------------- | ------ | ---------------------- | ------- | ----- |
| 1 - Torino Centro-Collina     |        | Aldo Scarabosio        | FI      | Magg. |
| 1 - Torino Centro-Collina     |        | Franco Debenedetti     | DS      | Prop. |
| 2 - Torino Barriera di Milano |        | Renato Cambursano      | DL      | Magg. |
| 3 - Torino Vallette-Crocetta  |        | Giampaolo Zancan       | FdV     | Magg. |
| 3 - Torino Vallette-Crocetta  |        | Maria Grazia Siliquini | AN      | Prop. |
| 4 - Torino Lingotto-Mirafiori |        | Maria Chiara Acciarini | DS      | Magg. |
| 5 - Ivrea                     |        | Alberto Massucco       | AN      | Magg. |
| 6 - Rivoli                    |        | Angelo Muzio           | PdCI    | Magg. |
| 7 - Settimo Torinese          |        | Giuseppe Vallone       | DL      | Magg. |
| 7 - Settimo Torinese          |        | Maurizio Eufemi        | CDU     | Prop. |
| 8 - Moncalieri                |        | Furio Gubetti          | FI      | Magg. |
| 8 - Moncalieri                |        | Alberto Monticone      | DL      | Prop. |
| 9 - Pinerolo                  |        | Lucio Malan            | FI      | Magg. |
| 9 - Pinerolo                  |        | Elvio Fassone          | DS      | Prop. |
| 10 - Verbania                 |        | Luigi Manfredi         | FI      | Magg. |
| 11 - Novara                   |        | Giuseppe Vegas         | FI      | Magg. |
| 12 - Biella                   |        | Roberto Salerno        | AN      | Magg. |
| 13 - Vercelli                 |        | Lorenzo Piccioni       | FI      | Magg. |
| 14 - Alessandria              |        | Rossana Boldi          | LN      | Magg. |
| 14 - Alessandria              |        | Enrico Morando         | DS      | Prop. |
| 15 - Asti                     |        | Guido Brignone         | LN      | Magg. |
| 16 - Cuneo                    |        | Giuseppe Menardi       | AN      | Magg. |
| 17 - Alba                     |        | Tomaso Zanoletti       | CCD     | Magg. |

## Dal 2005 al 2017
Con l'entrata in vigore della legge Calderoli, per l'elezione del Senato viene adottato un sistema elettorale proporzionale con liste bloccate, soglia di sbarramento e premio di maggioranza su base regionale. Alla ripartizione dei seggi, che avviene secondo il metodo Hare dei quozienti interi e dei più alti resti, concorrono le liste che nell'ambito della circoscrizione regionale abbiano ottenuto almeno l'8% dei voti validi, oppure almeno il 3% se esse sono parte di una coalizione che abbia ottenuto almeno il 20%. In ogni caso, alla coalizione o lista singola più votata è attribuito almeno il 55% dei seggi: se tale soglia non è raggiunta, viene assegnato un premio di maggioranza, in forma di seggi supplementari, che riduce quelli attribuiti alle altre forze politiche.

### XV legislatura

#### Risultati elettorali
|                               | Forza Italia                         | 646 951   | 24,09 | 6  |  |  |  |  |  |
|                               | Alleanza Nazionale                   | 314 723   | 11,72 | 3  |  |  |  |  |  |
|                               | Lega Nord – MPA                      | 173 931   | 6,48  | 2  |  |  |  |  |  |
|                               | Unione dei Democratici Cristiani     | 170 122   | 6,33  | 2  |  |  |  |  |  |
|                               | Fiamma Tricolore                     | 15 502    | 0,58  | –  |  |  |  |  |  |
|                               | Alternativa Sociale                  | 15 207    | 0,57  | –  |  |  |  |  |  |
|                               | No Euro                              | 10 700    | 0,40  | –  |  |  |  |  |  |
|                               | Ecologisti Democratici               | 9 275     | 0,35  | –  |  |  |  |  |  |
|                               | Totale coalizione                    | 1 356 411 | 50,51 | 13 |  |  |  |  |  |
|                               | Democratici di Sinistra              | 453 524   | 16,89 | 3  |  |  |  |  |  |
|                               | La Margherita                        | 315 191   | 11,74 | 2  |  |  |  |  |  |
|                               | Partito della Rifondazione Comunista | 216 804   | 8,07  | 2  |  |  |  |  |  |
|                               | Insieme con l'Unione                 | 118 974   | 4,43  | 1  |  |  |  |  |  |
|                               | Italia dei Valori                    | 88 244    | 3,29  | 1  |  |  |  |  |  |
|                               | Rosa nel Pugno                       | 71 323    | 2,66  | –  |  |  |  |  |  |
|                               | Partito Pensionati                   | 41 163    | 1,53  | –  |  |  |  |  |  |
|                               | Popolari UDEUR                       | 15 998    | 0,60  | –  |  |  |  |  |  |
|                               | I Socialisti                         | 7 976     | 0,30  | –  |  |  |  |  |  |
|                               | Totale coalizione                    | 1 329 197 | 49,49 | 9  |  |  |  |  |  |
| Totale                        | Totale                               | 2 685 608 | 100   | 22 |  |  |  |  |  |
|                               |                                      |           |       |    |  |  |  |  |  |
| Voti non validi               | Voti non validi                      | 87 277    | 3,15  |    |  |  |  |  |  |
| Votanti                       | Votanti                              | 2 772 885 | 84,73 |    |  |  |  |  |  |
| Elettori                      | Elettori                             | 3 272 651 |       |    |  |  |  |  |  |
|                               |                                      |           |       |    |  |  |  |  |  |
| Fonte: Ministero dell'interno |                                      |           |       |    |  |  |  |  |  |

#### Eletti
| Forza Italia | Alleanza Nazionale                                  | Lega Nord - MPA                        | Unione dei Democratici Cristiani e di Centro               |
| --- | --------------------------------------------------- | -------------------------------------- | ---------------------------------------------------------- |
| |                                                     |                                        |                                                            |
| - → Marcello Pera - Enzo Ghigo - Lucio Stanca - Giuseppe Vegas - Lucio Malan - Aldo Scarabosio - Lorenzo Piccioni | - Ugo Martinat - Giuseppe Menardi - Andrea Fluttero | - Roberto Calderoli - Michelino Davico | - → Rocco Buttiglione - Tomaso Zanoletti - Maurizio Eufemi |
| Democratici di Sinistra                                                                                           | La Margherita                                       | Partito della Rifondazione Comunista   | Insieme con l'Unione                                       |
| |                                                     |                                        |                                                            |
| - Livia Turco - Giorgio Benvenuto - Magda Negri                                                                   | - Gianfranco Morgando - Gianni Vernetti             | - Daniela Alfonzi - Franco Turigliatto | - → Natale Ripamonti - Dino Tibaldi                        |
| - Livia Turco - Giorgio Benvenuto - Magda Negri                                                                   | - Gianfranco Morgando - Gianni Vernetti             | - Daniela Alfonzi - Franco Turigliatto | Italia dei Valori                                          |
| - Livia Turco - Giorgio Benvenuto - Magda Negri                                                                   | - Gianfranco Morgando - Gianni Vernetti             | - Daniela Alfonzi - Franco Turigliatto |                                                            |
| - Livia Turco - Giorgio Benvenuto - Magda Negri                                                                   | - Gianfranco Morgando - Gianni Vernetti             | - Daniela Alfonzi - Franco Turigliatto | - Franca Rame                                              |

1. ↑  Opta per la circoscrizione Emilia-Romagna
2. ↑  Opta per la circoscrizione Lombardia
3. ↑  Opta per la circoscrizione Lombardia

### XVI legislatura

#### Risultati elettorali
|                               | Il Popolo della Libertà              | 892 505   | 35,22 | 10 |  |  |  |  |  |
|                               | Lega Nord                            | 312 267   | 12,32 | 3  |  |  |  |  |  |
|                               | Totale coalizione                    | 1 204 772 | 47,54 | 13 |  |  |  |  |  |
|                               | Partito Democratico                  | 841 681   | 33,21 | 8  |  |  |  |  |  |
|                               | Italia dei Valori                    | 126 143   | 4,98  | 1  |  |  |  |  |  |
|                               | Totale coalizione                    | 967 824   | 38,19 | 9  |  |  |  |  |  |
|                               | Unione di Centro                     | 134 185   | 5,29  | –  |  |  |  |  |  |
|                               | La Sinistra l'Arcobaleno             | 84 258    | 3,32  | –  |  |  |  |  |  |
|                               | La Destra - Fiamma Tricolore         | 68 733    | 2,71  | –  |  |  |  |  |  |
|                               | Partito Comunista dei Lavoratori     | 16 184    | 0,64  | –  |  |  |  |  |  |
|                               | Partito Socialista                   | 15 563    | 0,61  | –  |  |  |  |  |  |
|                               | Sinistra Critica                     | 14 121    | 0,56  | –  |  |  |  |  |  |
|                               | Per il Bene Comune                   | 10 797    | 0,43  | –  |  |  |  |  |  |
|                               | Partito Liberale Italiano            | 8 951     | 0,35  | –  |  |  |  |  |  |
|                               | Unione Democratica per i Consumatori | 7 320     | 0,29  | –  |  |  |  |  |  |
|                               | Pensiero e Azione                    | 1 597     | 0,06  | –  |  |  |  |  |  |
| Totale                        | Totale                               | 2 534 305 | 100   | 22 |  |  |  |  |  |
|                               |                                      |           |       |    |  |  |  |  |  |
| Voti non validi               | Voti non validi                      | 94 620    | 3,60  |    |  |  |  |  |  |
| Votanti                       | Votanti                              | 2 628 925 | 80,70 |    |  |  |  |  |  |
| Elettori                      | Elettori                             | 3 257 750 |       |    |  |  |  |  |  |
|                               |                                      |           |       |    |  |  |  |  |  |
| Fonte: Ministero dell'interno |                                      |           |       |    |  |  |  |  |  |

#### Eletti
| Il Popolo della Libertà | Partito Democratico |
| --- | --- |
| | |
| - Enzo Ghigo - Ugo Martinat - Aldo Scarabosio - Lucio Malan - Andrea Fluttero - Valter Zanetta - Lorenzo Piccioni - Giuseppe Menardi - Maria Rizzotti - Gilberto Pichetto Fratin | - Emma Bonino - Roberto Della Seta - Mauro Maria Marino - Magda Negri - Pietro Marcenaro - Maria Leddi - Stefano Ceccanti - Franca Biondelli |
| Lega Nord | Italia dei Valori |
| | |
| - → Roberto Calderoli - Michelino Davico - Enrico Montani - Rossana Boldi | - Patrizia Bugnano |

1. ↑  Opta per la circoscrizione Lombardia

### XVII legislatura

#### Risultati elettorali
|                               | Partito Democratico                        | 640 460   | 26,84 | 13 |  |  |  |  |  |
|                               | Sinistra Ecologia Libertà                  | 64 241    | 2,69  | –  |  |  |  |  |  |
|                               | Centro Democratico                         | 6 943     | 0,29  | –  |  |  |  |  |  |
|                               | Totale coalizione                          | 711 644   | 29,82 | 13 |  |  |  |  |  |
|                               | Il Popolo della Libertà                    | 482 490   | 20,22 | 3  |  |  |  |  |  |
|                               | Lega Nord                                  | 117 261   | 4,91  | 1  |  |  |  |  |  |
|                               | Fratelli d'Italia - Centrodestra Nazionale | 63 449    | 2,66  | –  |  |  |  |  |  |
|                               | Partito Pensionati                         | 22 681    | 0,95  | –  |  |  |  |  |  |
|                               | La Destra                                  | 9 983     | 0,42  | –  |  |  |  |  |  |
|                               | Moderati in Rivoluzione                    | 3 108     | 0,13  | –  |  |  |  |  |  |
|                               | Totale coalizione                          | 698 972   | 29,29 | 4  |  |  |  |  |  |
|                               | Movimento 5 Stelle                         | 614 225   | 25,74 | 3  |  |  |  |  |  |
|                               | Con Monti per l'Italia                     | 277 503   | 11,63 | 2  |  |  |  |  |  |
|                               | Rivoluzione Civile                         | 39 402    | 1,65  | –  |  |  |  |  |  |
|                               | Fare per Fermare il Declino                | 24 880    | 1,04  | –  |  |  |  |  |  |
|                               | Partito Comunista dei Lavoratori           | 9 246     | 0,39  | –  |  |  |  |  |  |
|                               | Forza Nuova                                | 6 474     | 0,27  | –  |  |  |  |  |  |
|                               | CasaPound                                  | 3 964     | 0,17  | –  |  |  |  |  |  |
| Totale                        | Totale                                     | 2 386 310 | 100   | 22 |  |  |  |  |  |
|                               |                                            |           |       |    |  |  |  |  |  |
| Voti non validi               | Voti non validi                            | 83 160    | 3,37  |    |  |  |  |  |  |
| Votanti                       | Votanti                                    | 2 469 470 | 77,12 |    |  |  |  |  |  |
| Elettori                      | Elettori                                   | 3 202 113 |       |    |  |  |  |  |  |
|                               |                                            |           |       |    |  |  |  |  |  |
| Fonte: Ministero dell'interno |                                            |           |       |    |  |  |  |  |  |

#### Eletti
| Partito Democratico | Il Popolo della Libertà                                                | Movimento 5 Stelle                                |
| --- | ---------------------------------------------------------------------- | ------------------------------------------------- |
| |                                                                        |                                                   |
| - Ignazio Marino - Stefano Lepri - Vannino Chiti - Daniele Gaetano Borioli - Elena Ferrara - Elena Fissore - Nicoletta Favero - Nerina Dirindin - Patrizia Manassero - Magda Angela Zanoni - Stefano Esposito - Mauro Maria Marino - Federico Fornaro | - → Silvio Berlusconi - Lucio Malan - Manuela Repetti - Maria Rizzotti | - Marco Scibona - Carlo Martelli - Alberto Airola |
| - Ignazio Marino - Stefano Lepri - Vannino Chiti - Daniele Gaetano Borioli - Elena Ferrara - Elena Fissore - Nicoletta Favero - Nerina Dirindin - Patrizia Manassero - Magda Angela Zanoni - Stefano Esposito - Mauro Maria Marino - Federico Fornaro | Lega Nord                                                              | Con Monti per l'Italia                            |
| - Ignazio Marino - Stefano Lepri - Vannino Chiti - Daniele Gaetano Borioli - Elena Ferrara - Elena Fissore - Nicoletta Favero - Nerina Dirindin - Patrizia Manassero - Magda Angela Zanoni - Stefano Esposito - Mauro Maria Marino - Federico Fornaro |                                                                        |                                                   |
| - Ignazio Marino - Stefano Lepri - Vannino Chiti - Daniele Gaetano Borioli - Elena Ferrara - Elena Fissore - Nicoletta Favero - Nerina Dirindin - Patrizia Manassero - Magda Angela Zanoni - Stefano Esposito - Mauro Maria Marino - Federico Fornaro | - Giulio Tremonti                                                      | - Andrea Olivero - Gianluca Susta                 |

1. ↑  Opta per la circoscrizione Molise

## Dal 2017

### Collegi elettorali

#### Dal 2017 al 2020
Alla circoscrizione sono attribuiti 22 seggi: 8 sono assegnati con sistema maggioritario, in altrettanti collegi uninominali; 14 mediante sistema proporzionale, all'interno di due collegi plurinominali.
| Collegi plurinominali | Collegi plurinominali | Collegi uninominali                                                                                   |
| --------------------- | --------------------- | --- |
|                       | Piemonte - 01         | - 01 - Settimo Torinese - 02 - Moncalieri - 03 - Torino - Collegno - 04 - Torino - Zona statistica 61 |
|                       | Piemonte - 02         | - 05 - Novara - 06 - Vercelli - 07 - Alessandria - 08 - Cuneo                                         |

#### Dal 2020
In seguito alla riforma costituzionale del 2020 in tema di riduzione del numero dei parlamentari, alla circoscrizione sono attribuiti 14 seggi: 5 sono assegnati mediante sistema maggioritario, in altrettanti collegi uninominali; 9 mediante sistema proporzionale, all'interno di due collegi plurinominali.
| Collegi plurinominali | Collegi plurinominali | Collegi uninominali                           |
| --------------------- | --------------------- | --------------------------------------------- |
|                       | Piemonte - 01         | - 01 - Torino - 02 - Moncalieri               |
|                       | Piemonte - 02         | - 03 - Novara - 04 - Alessandria - 05 - Cuneo |

### XVIII legislatura

#### Risultati
|                               | Lega                                | 513 676   | 22,61 | 3  | 930 918   | 40,97 | 7 |  |  |
|                               | Forza Italia                        | 317 688   | 13,98 | 2  | 930 918   | 40,97 | 7 |  |  |
|                               | Fratelli d'Italia                   | 84 616    | 3,72  | 1  | 930 918   | 40,97 | 7 |  |  |
|                               | Noi con l'Italia – UDC              | 14 938    | 0,66  | –  | 930 918   | 40,97 | 7 |  |  |
|                               | Movimento 5 Stelle                  | 596 438   | 26,25 | 4  | 596 438   | 26,25 | – |  |  |
|                               | Partito Democratico                 | 474 826   | 20,90 | 4  | 577 046   | 25,40 | 1 |  |  |
|                               | +Europa                             | 84 673    | 3,73  | –  | 577 046   | 25,40 | 1 |  |  |
|                               | Civica Popolare                     | 9 213     | 0,41  | –  | 577 046   | 25,40 | 1 |  |  |
|                               | Italia Europa Insieme               | 8 334     | 0,37  | –  | 577 046   | 25,40 | 1 |  |  |
|                               | Liberi e Uguali                     | 83 958    | 3,70  | –  | 83 958    | 3,70  | – |  |  |
|                               | Potere al Popolo!                   | 23 247    | 1,02  | –  | 23 247    | 1,02  | – |  |  |
|                               | CasaPound                           | 21 082    | 0,93  | –  | 21 082    | 0,93  | – |  |  |
|                               | Il Popolo della Famiglia            | 14 812    | 0,65  | –  | 14 812    | 0,65  | – |  |  |
|                               | Italia agli Italiani (FT - FN)      | 10 601    | 0,47  | –  | 10 601    | 0,47  | – |  |  |
|                               | Partito Valore Umano                | 7 259     | 0,32  | –  | 7 259     | 0,32  | – |  |  |
|                               | Grande Nord                         | 4 881     | 0,21  | –  | 4 881     | 0,21  | – |  |  |
|                               | Partito Repubblicano Italiano – ALA | 1 772     | 0,08  | –  | 1 772     | 0,08  | – |  |  |
| Totale                        | Totale                              | 2 272 014 | 100   | 14 | 2 272 014 | 100   | 8 |  |  |
|                               |                                     |           |       |    |           |       |   |  |  |
| Schede bianche                | Schede bianche                      | 23 372    | 0,99  |    |           |       |   |  |  |
| Schede nulle                  | Schede nulle                        | 64 155    | 2,72  |    |           |       |   |  |  |
| Votanti                       | Votanti                             | 2 359 541 | 75,09 |    |           |       |   |  |  |
| Elettori                      | Elettori                            | 3 142 084 |       |    |           |       |   |  |  |
|                               |                                     |           |       |    |           |       |   |  |  |
| Fonte: Ministero dell'interno |                                     |           |       |    |           |       |   |  |  |

#### Eletti

##### Eletti maggioritario
Eletti nella coalizione di centro-destra (Lega - FI - FdI - NcI-UDC)
     Eletti nella coalizione di centro-sinistra (PD-+EUR-CP-Insieme)
| Collegio uninominale | Eletto | Eletto                    | Partito |
| -------------------- | ------ | ------------------------- | ------- |
| 1. Settimo Torinese  |        | Maria Virginia Tiraboschi | FI      |
| 2. Moncalieri        |        | Marzia Casolati           | Lega    |
| 3. Torino-Collegno   |        | Roberta Ferrero           | Lega    |
| 4. Torino-Centro     |        | Mauro Antonio Donato Laus | PD      |
| 5. Novara            |        | Gaetano Nastri            | FdI     |
| 6. Vercelli          |        | Gilberto Pichetto Fratin  | FI      |
| 7. Alessandria       |        | Massimo Vittorio Berutti  | FI      |
| 8. Cuneo             |        | Marco Perosino            | FI      |

1. ↑  In data 22.07.2020 aderisce al gruppo misto, non iscritti; in data 05.08.2020 alla componente «ITALIA AL CENTRO (IDEA-CAMBIAMO!, EUROPEISTI, NOI DI CENTRO (Noi Campani))».

##### Eletti proporzionale
| Collegio plurinominale | M5S                                        | Lega                                      | Partito Democratico                   | Forza Italia     | Fratelli d'Italia          |
| ---------------------- | ------------------------------------------ | ----------------------------------------- | ------------------------------------- | ---------------- | -------------------------- |
| Collegio plurinominale |                                            |                                           |                                       |                  |                            |
| 1. Piemonte - 01       | - Elisa Pirro - Alberto Airola             | - Cesare Pianasso                         | - Mauro Marino - Anna Rossomando      | - Lucio Malan    | –                          |
| 2. Piemonte - 02       | - Carlo Martelli - Mariassunta Matrisciano | - Enrico Montani - Giorgio Maria Bergesio | - Roberta Pinotti - Giacomino Taricco | - Maria Rizzotti | - Giovanbattista Fazzolari |

1. ↑  In data 18.09.2019 aderisce a Italia Viva-P.S.I..
2. ↑  In data 19.07.2021 aderisce a Fratelli d'Italia.
3. ↑  aderisce al gruppo misto, non iscritti; in data 14.09.2021 alla componente «Italexit per l'Italia-Partito Valore Umano».

### XIX legislatura

#### Risultati elettorali
- Dati relativi a 4.805 sezioni su 4.806.

|                               | Fratelli d'Italia                                       | 564 520   | 26,89 | 2 | 968 839   | 46,14 | 4 |  |  |
|                               | Lega per Salvini Premier                                | 228 129   | 10,87 | 1 | 968 839   | 46,14 | 4 |  |  |
|                               | Forza Italia                                            | 164 438   | 7,83  | 1 | 968 839   | 46,14 | 4 |  |  |
|                               | Noi Moderati                                            | 11 752    | 0,56  | – | 968 839   | 46,14 | 4 |  |  |
|                               | Partito Democratico - Italia Democratica e Progressista | 420 193   | 20,01 | 3 | 600 434   | 28,60 | 1 |  |  |
|                               | +Europa                                                 | 87 659    | 4,17  | – | 600 434   | 28,60 | 1 |  |  |
|                               | Alleanza Verdi e Sinistra                               | 82 410    | 3,92  | – | 600 434   | 28,60 | 1 |  |  |
|                               | Impegno Civico – Centro Democratico                     | 10 172    | 0,48  | – | 600 434   | 28,60 | 1 |  |  |
|                               | Movimento 5 Stelle                                      | 216 293   | 10,30 | 1 | 216 293   | 10,30 | – |  |  |
|                               | Azione - Italia Viva                                    | 181 954   | 8,67  | 1 | 181 954   | 8,67  | – |  |  |
|                               | Italexit                                                | 49 637    | 2,36  | – | 49 637    | 2,36  | – |  |  |
|                               | Italia Sovrana e Popolare                               | 29 349    | 1,40  | – | 29 349    | 1,40  | – |  |  |
|                               | Unione Popolare                                         | 27 999    | 1,33  | – | 27 999    | 1,33  | – |  |  |
|                               | Vita                                                    | 17 582    | 0,84  | – | 17 582    | 0,84  | – |  |  |
|                               | Alternativa per l'Italia (PdF - Exit)                   | 5 308     | 0,25  | – | 5 308     | 0,25  | – |  |  |
|                               | Noi di Centro – Europeisti                              | 2 263     | 0,11  | – | 2 263     | 0,11  | – |  |  |
| Totale                        | Totale                                                  | 2 099 658 | 100   | 9 | 2 099 658 | 100   | 5 |  |  |
|                               |                                                         |           |       |   |           |       |   |  |  |
| Voti non validi               | Voti non validi                                         | 99 931    | 4,54  |   |           |       |   |  |  |
| Votanti                       | Votanti                                                 | 2 199 589 | 66,24 |   |           |       |   |  |  |
| Elettori                      | Elettori                                                | 3 320 437 |       |   |           |       |   |  |  |
|                               |                                                         |           |       |   |           |       |   |  |  |
| Data: 25 settembre 2022       |                                                         |           |       |   |           |       |   |  |  |
| Fonte: Ministero dell'interno |                                                         |           |       |   |           |       |   |  |  |

#### Eletti

##### Eletti maggioritario
Eletti nella coalizione di centro-sinistra (PD-IDP - AVS - +E - IC-CD)
     Eletti nella coalizione di centro-destra (FdI - LSP - FI - NM)
| Collegio uninominale | Eletto | Eletto                 | Partito |
| -------------------- | ------ | ---------------------- | ------- |
| 01 - Torino          |        | Andrea Giorgis         | PD-IDP  |
| 02 - Moncalieri      |        | Paola Ambrogio         | FdI     |
| 03 - Novara          |        | Gaetano Nastri         | FdI     |
| 04 - Alessandria     |        | Paolo Zangrillo        | FI      |
| 05 - Cuneo           |        | Giorgio Maria Bergesio | LSP     |

##### Eletti proporzionale
| Collegio plurinominale | Fratelli d'Italia  | Partito Democratico-IDP                | Lega per Salvini Premier | Movimento 5 Stelle | Azione - Italia Viva | Forza Italia    |
| ---------------------- | ------------------ | -------------------------------------- | ------------------------ | ------------------ | -------------------- | --------------- |
| Collegio plurinominale |                    |                                        |                          |                    |                      |                 |
| 1. Piemonte - 01       | - Lucio Malan      | - Francesco Verducci - Anna Rossomando | -                        | - Elisa Pirro      | -                    | -               |
| 2. Piemonte - 02       | - Giorgio Salvitti | - Enrico Borghi                        | - Massimo Garavaglia     | -                  | - Ivan Scalfarotto   | - Roberto Rosso |

1. ↑  In data 26.04.2023 aderisce al gruppo Azione - Italia Viva - Renew Europe, dal 09.11.2023 denominato Italia Viva - Il Centro - Renew Europe.